# Íris Guðmundsdóttir
Íris Guðmundsdóttir (ur. 13 maja 1990 w Akureyri) – narciarka alpejska reprezentująca barwy Islandii.

## Kariera
Po raz pierwszy na arenie międzynarodowej pojawiła się 26 listopada 2005 roku podczas zawodów FIS Race w Sauðárkrókur, gdzie zajęła siódme miejsce w slalomie. W 2006 roku wystartowała w gigancie i slalomie na mistrzostwach świata juniorów w Quebecu, jednak nie ukończyła obu konkurencji. Jeszcze trzykrotnie startowała na imprezach tego cyklu, najlepszy wynik osiągając podczas mistrzostw świata juniorów w Mont Blanc, gdzie zajęła 54. miejsce w supergigancie.
Nigdy nie wystąpiła w zawodach Pucharu Świata, nigdy też nie zdobyła punktów w zawodach Pucharu Europy. Startowała głównie w zawodach FIS Race, w których odniosła łącznie siedem zwycięstw. W 2010 roku wystartowała na igrzyskach olimpijskich w Vancouver, gdzie nie ukończyła slalomu i supergiganta. Rok później brała udział w mistrzostwach świata w Garmisch-Partenkirchen, ponownie nie kończąc ani giganta ani slalomu. Jest wielokrotną złotą medalistką mistrzostw kraju.
W 2011 roku zakończyła karierę.

## Osiągnięcia

### Igrzyska olimpijskie
| Miejsce | Dzień     | Rok  | Miejscowość | Konkurencja | Czas biegu | Strata | Zwyciężczyni       |
| ------- | --------- | ---- | ----------- | ----------- | ---------- | ------ | ------------------ |
| DNF     | 20 lutego | 2010 | Vancouver   | Supergigant | 1:20,14    | -      | Andrea Fischbacher |
| DNF1    | 26 lutego | 2010 | Vancouver   | Slalom      | 1:42,89    | -      | Maria Riesch       |

### Mistrzostwa świata
| Miejsce | Dzień     | Rok  | Miejscowość | Konkurencja | Czas biegu | Strata | Zwyciężczyni   |
| ------- | --------- | ---- | ----------- | ----------- | ---------- | ------ | -------------- |
| DNF2    | 17 lutego | 2011 | Ga-Pa       | Gigant      | 2:20,54    | -      | Tina Maze      |
| DNF1    | 19 lutego | 2011 | Ga-Pa       | Slalom      | 1:45,79    | -      | Marlies Schild |

### Mistrzostwa świata juniorów
| Miejsce | Dzień       | Rok  | Miejscowość       | Konkurencja | Czas biegu | Strata | Zwyciężczyni          |
| ------- | ----------- | ---- | ----------------- | ----------- | ---------- | ------ | --------------------- |
| DNF2    | 4 marca     | 2006 | Québec            | Slalom      | 1:37,30    | -      | Maria Pietilä-Holmner |
| DNF1    | 7 marca     | 2006 | Québec            | Gigant      | 2:22,43    | -      | Tina Weirather        |
| DNF1    | 28 lutego   | 2008 | Formigal          | Slalom      | 1:33,85    | -      | Michaela Kirchgasser  |
| DNF1    | 29 lutego   | 2008 | Formigal          | Gigant      | 1:42,50    | -      | Anna Fenninger        |
| DNF1    | 1 marca     | 2009 | Ga-Pa             | Slalom      | 1:42,07    | -      | Denise Feierabend     |
| 59.     | 2 marca     | 2009 | Ga-Pa             | Gigant      | 2:45,81    | +27,0  | Viktoria Rebensburg   |
| 54.     | 31 stycznia | 2010 | Region Mont Blanc | Supergigant | 1:32,21    | +6,26  | Marine Gauthier       |
| DNF2    | 1 lutego    | 2010 | Region Mont Blanc | Slalom      | 1:34,47    | -      | Christina Geiger      |
| DNF1    | 5 lutego    | 2010 | Region Mont Blanc | Gigant      | 1:38,34    | -      | Mona Løseth           |